# Вествуд, Джон Обадия
Джон Обадия Вествуд (англ. John Obadiah Westwood; 22 декабря 1805 — 2 января 1893) — английский энтомолог и археолог. 
Член Линнеевского общества и Магдален Колледжа (Оксфордский университет). Предложил оригинальную систему насекомых на уровне отрядов, получившую со временем широкую поддержку. В Королевском энтомологическом обществе в честь Вествуда учреждена медаль («J.O. Westwood Medal»), присуждаемая  один раз в 2 года «за наиболее полные исследования в области таксономии насекомых и близкородственных групп членистоногих». 

## Биография
Джон Вествуд родился 22 декабря 1805 года в Шеффилде. 

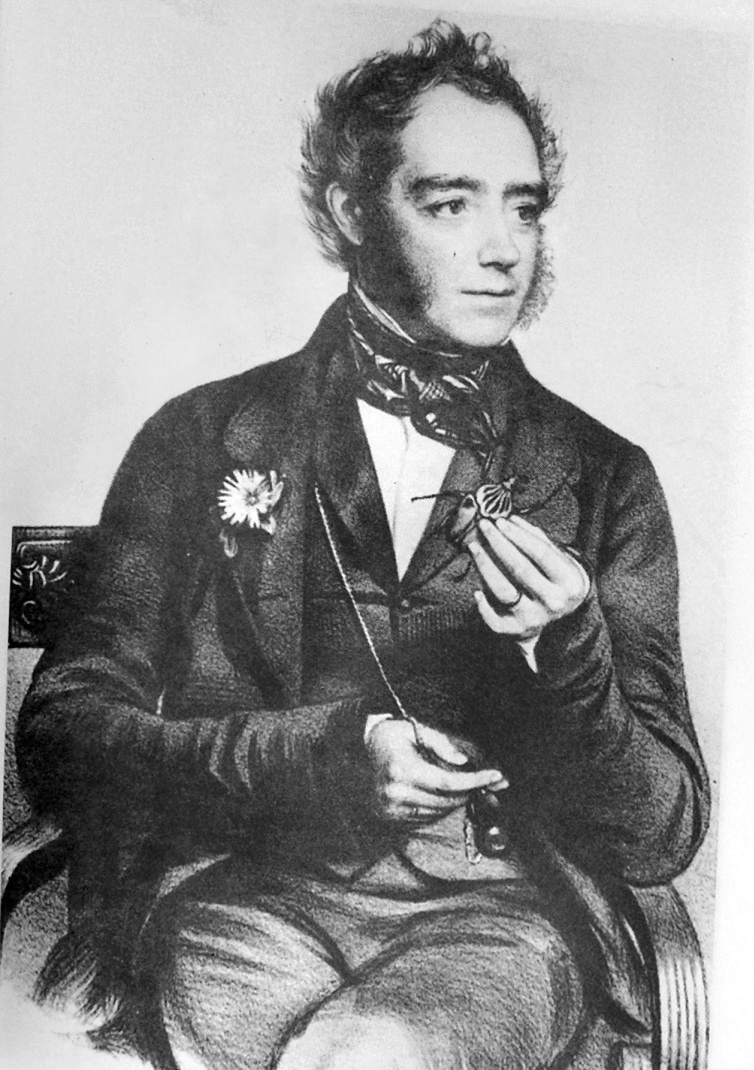
Джон Вествуд

Начинал обучение юриспруденции, однако оставил учёбу в связи с интересом к науке. При поддержке своего друга и покровителя Фредерика Уильяма Хоупа получил должность куратора, а впоследствии и профессора в Оксфордском университете.
В 1833 году был одним из основателей Королевского энтомологического общества Лондона, в котором занимал должности Секретаря (1834—1847), Президента (1852—1853) и почётного пожизненного Президента (1883—1893). 
В 1855 году учёный был награждён Королевской медалью Лондонского королевского общества.
В 1858 году Вествуд был назначен хранителем энтомологической коллекции и библиотеки Фредерика Уильяма Хоупа, завещанной им Оксфордскому университету. Вествуд написал и проиллюстрировал множество энтомологических монографий, а также сделал иллюстрации насекомых для работ других энтомологов.
К концу своей карьеры Вествуд был избран членом более 25 различных международных научных обществ.
Джон Обадия Вествуд умер 2 января 1893 года в Оксфорде.

## Некоторые труды
- An introduction to the modern classification of insects; founded on the natural habits and corresponding organisation of the different families, Volume 1. — London. 462 pp. (1839)
- An introduction to the modern classification of insects; founded on the natural habits and corresponding organisation of the different families, Volume 2. — London. 588 pp. (1840)
- Synopsis of the genera of British Insects. — Longman, Orme, Brown, Green, and Longmans, London. 158 pp. (1840) Текст
- Thesaurus Entomologicus Oxoniensis: or illustrations of new, rare and interesting insects, for the most part coloured, in the collections presented to the University of Oxford by the Rev. Frederick William Hope. — London: McMillan & Co., i-xxiv, 205 pp., 40 pls (1874).

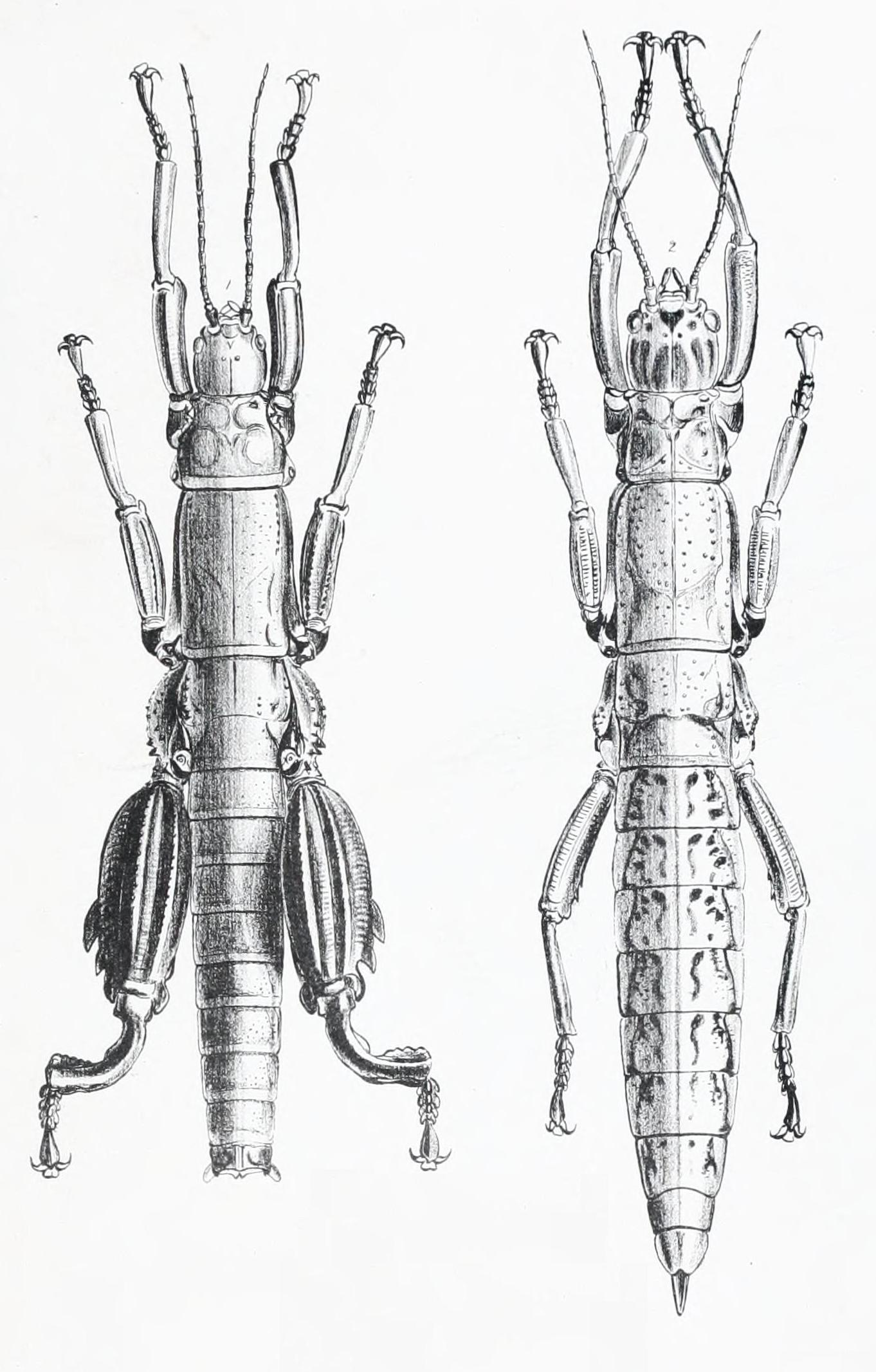
Рисунок самца и самки палочника Dryococelus australis, выполненный Джоном Вествудом.